# Meriwether Lewis
Pour les articles homonymes, voir Lewis.
Meriwether Lewis, né le 18 août 1774 à Ivy, dans la colonie de Virginie, et mort le 11 octobre 1809, est un explorateur et soldat américain. Il mena, avec William Clark, l'expédition Lewis et Clark à travers l'Amérique du Nord.

## Biographie
Fils de William et Lucy (Meriwether) Lewis, Meriwether Lewis est né dans le comté d'Albemarle en Virginie (près de Charlottesville). À l'âge de 10 ans, il déménagea en Géorgie avec ses parents. À 13 ans, il retourna en Virginie pour y être éduqué par des précepteurs particuliers.
Lewis s'enrôla dans la milice de Virginie et en 1794 fit partie d'un détachement qui réprima la révolte du Whisky. L'année suivante, il intégra l'armée régulière et servit jusqu'en 1801. En 1797 il fut initié à la franc-maçonnerie. Il quitta l'armée avec le rang de capitaine.
Lewis était secrétaire particulier du président Thomas Jefferson en 1801 ; il a donc été très impliqué dans la préparation de l'expédition : il fut envoyé par Jefferson à Philadelphie pour apprendre les rudiments nécessaires et en particulier à établir une carte.
Après son retour de l'expédition Lewis et Clark, Lewis a reçu en récompense une terre de 6 km2 et fut gouverneur du Territoire de Louisiane.
Il ne devait pas se rendre à Saint-Louis avant mars 1808, un an après sa nomination au poste de gouverneur, retenu sur la côte Est par Thomas Jefferson. Période qu'il ne sut ou ne put pas mettre à profit pour écrire l'ouvrage attendu par le président, et annoncé sous deux ans par son ex secrétaire particulier (en deux parties et trois tomes).
À son arrivée retardée à Saint Louis, Meriwether Lewis entra rapidement en conflit avec le Secrétaire Territorial qui lui était subordonné, Frederick Bates, puis avec William Eustis au département de la Guerre à Washington, qui refusait d'honorer les dépenses engagées par le gouverneur, sous prétexte de manque d'informations, voire de confusions entre intérêts privés et argent public. Après un premier échec, Lewis s'était en effet vu contraint d'engager des fonds importants pour ramener chez lui le chef mandan Sheheke-shote qu'il avait réussi à convaincre de voyager jusqu'à Washington et Philadelphie pour rencontrer Thomas Jefferson.
Le président lui-même, après un premier échec (conflit avec les Arikaras bloquant la première tentative), faisait de l'accélération de ce rapatriement une affaire tant d'honneur que d'obligation politique.
Meriwether Lewis se vit refuser les frais inhérents à la deuxième tentative de rapatriement de Sheheke-shote par William Eustis dans un courrier du 15 juillet 1809. Thomas Jefferson n'était alors plus président des États-Unis, remplacé par James Madison.
Lewis est mort à la suite de deux coups de pistolet dans une taverne nommée Grinder's Stand à une centaine de kilomètres de Nashville dans le Tennessee sur la piste Natchez alors qu'il se rendait à Washington pour défendre, apparemment désespérément, son intégrité. La thèse du suicide est, pour beaucoup (à commencer par les contemporains Thomas Jefferson et William Clark), la plus probable.

## Postérité
Le genre de plantes alpines Lewisia (famille des Portulacaceae), que l'on trouve dans les jardins rocailleux porte son nom. Le pic de Lewis (Melanerpes lewis) lui a été dédié par l'ornithologue britannique George Robert Gray (1808-1872) en 1849.
Le comté de Lewis dans le Tennessee, la ville de Lewiston dans l'Idaho et l'installation militaire de Fort Lewis dans l'État de Washington portent également son nom. En 1941, un navire de guerre a été baptisé SS Meriwether Lewis. Il a été torpillé et coulé en 1943.

## Relations avec Clark
Dans son ouvrage écrit en 2003 I Should Be Extremely Happy in Your Company, l'auteur Brian Hall explicite qu'une des raisons pour lesquelles Lewis Merriwether se serait suicidé à l'âge de 35 ans était que Lewis se sentit malheureux en amour après que William Clark épousa une femme du nom de Julia.
Lewis était déjà profondément déprimé après l'expédition et ne se réadapta pas vraiment à son retour dans la vie civilisée. Quelques jours avant son suicide sur la piste Natchez, Lewis était convaincu que William Clark essayait de le rattraper, venant à son « aide ».
« Ce qui est fascinant au sujet de Lewis était son état de solitude et d'isolement intense et les indices très intrigants répertoriés qui témoignent la profonde et intense camaraderie que Lewis éprouvait pour Clark plus que ce dernier n'éprouvait pour son compagnon », explique Hall.
Quand le président Thomas Jefferson lui demanda de mener l’expédition, Lewis écrivit à Clark : « Crois-moi, il n’y a aucun homme sur terre avec qui je devrais plus partager ce plaisir qu’avec toi-même. » Et d'ajouter, « En votre compagnie je serais extrêmement heureux (…). » C'est une lettre touchante qui révèle le lien étroit existant entre les deux hommes. Une autre lettre de Lewis décrit une confortable petite maison que Clark et lui-même partageraient. Clark appela son premier enfant Lewis.
Après l'expédition Lewis et Clark, le mariage de Lewis fut voué à l’échec. Une lecture attentive de ses écrits ne révélera pas la moindre preuve d’amour pour quelque femme que ce soit comparé à l’émotion qui le traversa dans sa lettre à Clark lui proposant de le rejoindre pour partir à l’aventure vers la conquête de l’Ouest.